# 中島重房
中島 重房（なかじま しげふさ）は、安土桃山時代から江戸時代前期にかけての武将。長宗我部氏の家臣。

## 生涯
中島親吉の子として誕生する。中島氏は長宗我部氏の分家で、鎌倉時代に岡豊城下の中島に居住したことから中島を姓とした。
天正14年（1586年）12月の戸次川の戦いで長宗我部軍が敗走した際に土豪の抵抗を受けるが、重房はこれを撃退して無事に帰国を果たし、主君・長宗我部元親から賞賛された。
天正16年（1588年）には検地奉行として活躍する。また、重房は書家として一家を成すなど、文武に秀でた人物であった。
文禄元年（1592年）の文禄の役では普州城の戦いで活躍し、帰国後窪川城代となった。
慶長5年（1600年）の関ヶ原の戦いにも従軍する。主家改易後は浪人となるが、のちに藤堂高虎の家臣となった。しかし大坂の陣が起きると、旧主・長宗我部盛親を慕って大坂城に入城し、八尾の戦いで奮戦した。
敗戦後は再び浪人の身になるが、のちに山内忠義に三百石で仕えた。家は無嗣断絶となるが、弟中島孫右衛門の系統が土佐郷士・山内家臣として残った。